# Sahonachelys mailakavava
Sahonachelys mailakavava — викопний вид черепах вимерлої родини Sahonachelyidae, що існував наприкінці крейди (70-66 млн років тому). Описаний у 2021 році.

## Відкриття
Викопні рештки черепахи знайдені в червні 2015 року у відкладеннях формації Маеварано в провінції Махадзанга у північно-західній частині Мадагаскару. Голотип складається з часткового і добре збереженого скелета, що складається з черепа, часткової під'язикової кістки, карапакса, кінцівок, плечового пояса і хребців. На основі решток у 2021 році описано новий таксон Sahonachelys mailakavava, який зведено у новостворену родину Sahonachelyidae. Родова назва Sahonachelys складається з двох слів — малагасійських слів «sahona», що означає «жаба», та грецького слова «chelys», що означає «черепаха». Видова назва mailakavava з малагасійської перекладається як «швидкий рот».